# کیکرز
کیکرز یک نام تجاری جوان پسند است که در سال ۱۹۷۰ در فرانسه ایجاد شده است و کار آن تولید دامنه گسترده‌ای از محصولات کفش و پاافزارها است.

## در ایران
کارخانه کفش ملی ایران تولیداتی با برند کیکرز داشته است.

## فرهنگ عامه
در طول سال ها کیکرز با صنعت موسیقی همراه شده است.